# Scopeloberyx bannikovi
Scopeloberyx bannikovi är en fiskart som beskrevs av Kotlyar 2004. Scopeloberyx bannikovi ingår i släktet Scopeloberyx och familjen Melamphaidae. Inga underarter finns listade i Catalogue of Life.